# Ontígola
Ontígola – gmina w Hiszpanii, w prowincji Toledo, w Kastylii-La Mancha, o powierzchni 41,49 km². W 2011 roku gmina liczyła 4042 mieszkańców.